# غاريت فورد سينيور
غاريت فورد سينيور (بالإنجليزية: Garrett Ford, Sr.)‏ هو لاعب كرة قدم أمريكية أمريكي، ولد في 4 مايو 1945 في واشنطن العاصمة في الولايات المتحدة.

## وصلات خارجية
- غاريت فورد سينيور على موقع مرجع كرة القدم المحترفة.كوم (الإنجليزية)